# Chargesheimer
Chargesheimer, de son vrai nom Karl Heinz Hargesheimer est un photographe allemand né le 19 mai 1924 et mort le 31 décembre 1971 à Cologne. Il fut aussi décorateur, metteur en scène et  sculpteur.

## Biographie
Avant de se consacrer à la photographie, il intègre l'École Supérieure de Commerce de Cologne. Hostile au national-socialisme, il attire sur lui les foudres de ses professeurs. En 1942, il se fait paralyser un lobe pulmonaire afin d'échapper à l'enrôlement de force. Il est ensuite admis, sans formation, dans la classe de photographie des Centres d'apprentissage de Cologne. En 1948, une anecdote publiée dans le magazine Stern lui fait prendre le pseudonyme de Chargesheimer.
De 1950 à 1955, il quitte sa ville natale, Cologne, pour dispenser des cours à la BiKla Schule de Düsseldorf. En 1956, il expose à la photokina grâce  à son ami le photographe Fritz L. Gruber.
À partir de 1957 et jusqu'à 1962 il publie une série de livres qui firent sa célébrité, principalement axée sur le Rhin et les villes allemandes, dont Cologne, sa ville natale:
- Cologne intime
- Unter Krahnenbäumen
- Dans la Ruhr
- Style roman des bords du Rhin
- Le Rhin et les hommes
- Berlin - Images d'une grande ville
- Bilan

En 1962, il abandonne temporairement la photographie pour se consacrer entièrement au théâtre, en tant que décorateur d'abord, metteur en scène ensuite. Il pratique également la sculpture, et plus particulièrement la sculpture cinétique, à travers ses moulins à méditation. Il se remet ensuite à la photographie, mais à la photographie abstraite et expérimentale, pratiquant également le photogramme. La valeur de ses travaux ne sera reconnue que dans les années 1980. Malgré les succès de sa série de livres, il passe par une profonde crise personnelle, due à l'évolution d'une société qui le révulse. Son dernier livre Cologne à 5h30, est considéré comme son testament artistique et politique: devant réaliser un portrait de la ville, il s'oppose au bétonnage de Cologne, à tel point qu'Heinrich Böll, qui avait préfacé le livre, décida finalement de retirer sa contribution. Il meurt finalement la nuit de la Saint-Sylvestre 1971, dans des circonstances mystérieuses. Il repose au Melaten-Friedhof. L'intégralité de son travail fut légué au Museum Ludwig de Cologne. Depuis 1986, la bourse de soutien à la photographie de la ville porte son nom, ainsi qu'une place.

## Prix et récompenses
- 1968, Prix culturel de la Société allemande de photographie